# لگدمال کردن (عمل جنسی)

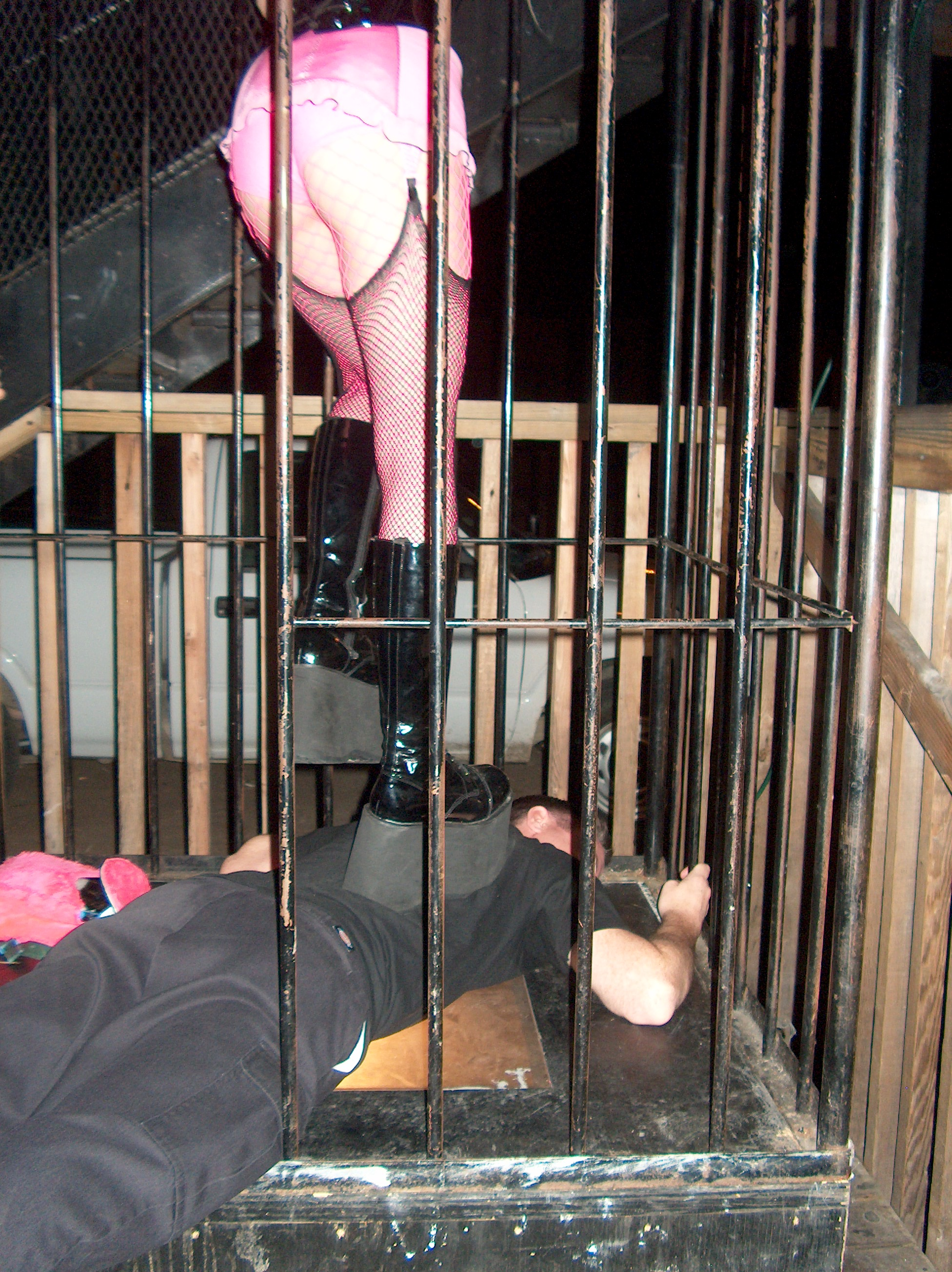
یک مرد که توسط چکمه‌های درشت یک زن لگدمال می‌شود.

لگدمال کردن یا ترامپلینگ (به انگلیسی: trampling) یک کنش جنسی است که شامل پایمال شدن توسط یک شخص یا شخص‌های دیگر (معمولا توسط زن) است. لگدمال کردن به اندازه کافی گسترده است که از زیرژانر زیر پا گذاشتن پورنوگرافی پشتیبانی کند. از آنجا که لگدمال کردن می‌تواند برای ایجاد درد استفاده شود، فتیش زیر پا گذاشتن برای برخی از هواداران ارتباط نزدیکی با فتیشیسم سادومازوخیستی دارد.
لگدمال شدن توسط زنان برای اکثریت مردان جذاب دانسته شده است و معمولاً تمام بدن مرد زیر چکمه یا پاهای زن قرار می‌گیرد. اگرچه که اگر زن وزن بالایی داشته باشد و به نقاط حساس‌تر فشار بالایی وارد کند می‌تواند درد یا آسیب ایجاد کند.
یک فتیش مشابه این است که خودشان را به عنوان ریز بودن زیر پای دیگری تصور کنند، یا اندازه نرمال داشته باشند، ولی توسط یک شخص غول‌پیکر زیر پا گذاشته و لگدمال شوند. این به عنوان «فتیشیسم غول» یا ماکروفیلی شناخته می‌شود. این همان لگدمال کردن نیست.
رایج‌ترین شکل زیر پا گذاشتن توسط یک زن (میسترس) که بر روی مرد مطیع راه می‌رود و معمولاً با پای برهنه، با جوراب، نایلون یا کفش انجام می‌شود. لگدمال‌کننده غالباً راه می‌رود، می‌پرد و روی پشت و سینه فرد پا می‌زند. گاهی نیز بر ژنیتال او لگد می‌زند.